# Giải Grammy lần thứ 65
Lễ trao giải Grammy thường niên lần thứ 65 là một lễ trao giải âm nhạc được tổ chức tại nhà thi đấu Crypto.com Arena ở Los Angeles vào ngày 5 tháng 2 năm 2023. Giải ghi nhận các bản thu âm, sáng tác và nghệ sĩ xuất sắc nhất trong năm, với thời gian đề cử kéo dài từ ngày 1 tháng 10 năm 2021 đến ngày 30 tháng 9 năm 2022. Các đề cử được công bố vào ngày 15 tháng 11 năm 2022. Diễn viên hài người Nam Phi Trevor Noah, người dẫn lễ trao giải lần thứ 63 và 64, trở lại làm người dẫn chương trình lần thứ ba.
Beyoncé nhận được nhiều đề cử nhất với 9 đề cử, tiếp theo là Kendrick Lamar với 8 đề cử, Adele và Brandi Carlile mỗi người có 7 đề cử. Với tổng cộng 88 đề cử trong sự nghiệp, Beyoncé cùng chồng Jay-Z là hai nghệ sĩ nhận được nhiều đề cử nhất trong lịch sử Grammy. Un Verano Sin Ti (2022) của Bad Bunny trở thành album tiếng Tây Ban Nha đầu tiên giành được đề cử Album của năm.
Với chiến thắng ở hạng mục Album nhạc dance/điện tử xuất sắc nhất, Beyoncé đã vượt qua chỉ huy dàn nhạc người Anh gốc Hungary Georg Solti để nắm giữ kỷ lục nhiều giải Grammy nhất trong lịch sử, với 32 giải.

## Bối cảnh
Ở lễ trao giải năm 2023, Viện Hàn lâm đã công bố một số thay đổi đối với các hạng mục khác nhau và quy định chọn đề cử:

### Thay đổi hạng mục
- Năm hạng mục – Trình diễn nhạc alternative xuất sắc nhất, Trình diễn Americana xuất sắc nhất, Nhạc nền soundtrack hay nhất cho trò chơi điện tử và phương tiện tương tác khác, Album thơ nói hay nhất và Tác giả ca khúc của năm, Phi cổ điển - đã được bổ sung.
- Một giải thưởng Bằng khen đặc biệt, Bài hát hay nhất làm thay đổi xã hội, đã được bổ sung. Giải thưởng sẽ được Ủy ban Blue Ribbon quyết định và nhằm trao giải cho các bài hát "có nội dung ca từ đề cập đến một vấn đề xã hội kịp thời và thúc đẩy sự hiểu biết, xây dựng hòa bình và đồng cảm".
- Đối với các hạng mục Thu âm opera xuất sắc nhất và Đĩa tổng hợp nhạc cổ điển hay nhất, các nhà soạn nhạc và tác giả lời nhạc kịch đủ điều kiện nhận giải.
- Album new age xuất sắc nhất được đổi tên thành Album new age, ambient hoặc chant xuất sắc nhất.
- Đối với Album nhạc kịch hay nhất, các nhà soạn nhạc và tác giả soạn lời của hơn 50% nhạc nền của tác phẩm mới có thể nhận giải.
- Album lời nói hay nhất được đổi tên thành Thu âm sách nói, tường thuật và kể chuyện hay nhất. Thơ lời nói không còn đủ điều kiện cho giải thưởng này và hiện được công nhận với hạng mục Album thơ lời nói hay nhất.

### Điều kiện đề cử album
- Để đủ điều kiện được xem xét, các album phải chứa hơn 75% thời lượng phát nhạc mới được thu âm; quy tắc đề cử trước đây là 50%. Quy tắc này không áp dụng cho các hạng mục đĩa soundtrack biên tập hay nhất, Album lịch sử hay nhất, Thiết kế bìa đĩa xuất sắc nhất, Thiết kế bìa đặc biệt xuất sắc nhất và Lời ghi chú album hay nhất.

## Nghệ sĩ biểu diễn

### Lễ khai mạc
Danh sách nghệ sĩ biểu diễn của lễ khai mạc đã được công bố vào ngày 29 tháng 1 năm 2023.
| Nghệ sĩ                                                                                       | Ca khúc                      |
| --------------------------------------------------------------------------------------------- | ---------------------------- |
| The Blind Boys of Alabama La Santa Cecilia Bob Mintzer Shoshana Bean Buddy Guy Maranda Curtis | "I Just Want to Celebrate"   |
| Samara Joy                                                                                    | "Can't Get Out of This Mood" |
| Arooj Aftab Anoushka Shankar                                                                  | "Udhero Na"                  |
| Carlos Vives                                                                                  | "La Gota Fría" "Pa' Mayté"   |
| Madison Cunningham                                                                            | "Life According to Raechel"  |

### Lễ trao giải chính
Đợt nghệ sĩ biểu diễn đầu tiên cho buổi lễ được công bố vào ngày 25 tháng 1 năm 2023, với Harry Styles được xác nhận ít hôm sau. Những nghệ sĩ thể hiện ở đoạn In Memoriam được công bố vào ngày 1 tháng 2 năm 2023. Buổi biểu diễn kỷ niệm 50 năm nhạc hip hop được công bố vào ngày 3 tháng 2.
| Nghệ sĩ | Ca khúc |
| --- | --- |
| Bad Bunny | "El Apagón" Después de la Playa" |
| Brandi Carlile | "Broken Horses" |
| Stevie Wonder WanMor Smokey Robinson Chris Stapleton | Tri ân Berry Gordy và Smokey Robinson "The Way You Do the Things You Do" "The Tears of a Clown" "Higher Ground" |
| Lizzo | "About Damn Time" "Special" |
| Harry Styles | "As It Was" |
| Kacey Musgraves Quavo Maverick City Music Sheryl Crow Mick Fleetwood Bonnie Raitt | In Memoriam "Coal Miner's Daughter" (tri ân Loretta Lynn) "Without You" "See You Again" (tri ân Takeoff) "Songbird" (tri ân Christine McVie) |
| Sam Smith và Kim Petras | "Unholy" |
| Mary J. Blige | "Good Morning Gorgeous" |
| The Roots Black Thought Grandmaster Flash với Barshon, Rahiem, Melle Mel và Scorpio Run-DMC LL Cool J DJ Jazzy Jeff Salt-N-Pepa Rakim Public Enemy (Chuck D và Flavor Flav) De La Soul Scarface Ice-T Queen Latifah Method Man Big Boi Busta Rhymes và Spliff Star Missy Elliott Nelly và City Spud Too $hort Swizz Beatz và The Lox Lil Baby GloRilla Lil Uzi Vert | 50 năm nhạc hip-hop "Flash to the Beat" "The Message" King of Rock" I Can't Live Without My Radio" Rock the Bells" "My Mic Sounds Nice" "Eric B. Is President" "Rebel Without a Pause" "Buddy" "Mind Playing Tricks on Me" "New Jack Hustler (Nino's Theme)" "U.N.I.T.Y." "Method Man" "ATLiens" "Put Your Hands Where My Eyes Could See" "Look at Me Now" "Lose Control" "Hot in Herre" "Blow the Whistle" "We Gonna Make It" "Freestyle" "F.N.F. (Let's Go)" "Just Wanna Rock" |
| Luke Combs | "Going, Going, Gone" |
| Steve Lacy Thundercat | "Bad Habit" |
| DJ Khaled Jay-Z Lil Wayne Rick Ross John Legend Fridayy | "God Did" |

## Người trao giải
| Lễ khai mạc - Randy Rainbow - chủ trì - Babyface - Domi and JD Beck - Myles Frost - Arturo O'Farrill - Malcolm-Jamal Warner - Jimmy Jam - Judy Collins - Amanda Gorman | Lễ trao giải chính - Catherine Carlile - giới thiệu Brandi Carlile - Jennifer Lopez - trao giải Album giọng pop xuất sắc nhất - Viola Davis - trao giải Bài hát nhạc r&b xuất sắc nhất - Shania Twain - trao giải Album nhạc đồng quê xuất sắc nhất - Billy Crystal - giới thiệu Stevie Wonder, Smokey Robinson và Chris Stapleton - Smokey Robinson - trao giải Trình diễn song tấu/nhóm nhạc pop xuất sắc nhất - Jayla Sullivan - giới thiệu Lizzo - SZA - trao giải Album nhạc urbana xuất sắc nhất - Kid Harpoon - giới thiệu Harry Styles - Cardi B - trao giải Album rap xuất sắc nhất - Madonna - giới thiệu Sam Smith và Kim Petras - James Corden - trao giải Album nhạc dance/điện tử xuất sắc nhất - LL Cool J - trao giải Dr. Dre Global Impact đầu tiên cho Dr. Dre - Dwayne Johnson - trao giải Trình diễn đơn ca pop xuất sắc nhất - Jill Biden - trao giải Ca khúc làm thay đổi xã hội và Bài hát của năm - Chris Martin - trao giải Thu âm của năm - Olivia Rodrigo - trao giải Nghệ sĩ mới xuất sắc nhất |

## Danh sách đề cử và đoạt giải
Dưới đây là những người đề cử và chiến thắng của giải Grammy thường niên lần thứ 65. Người chiến thắng xuất hiện đầu tiên và được in đậm.

### Hạng mục chung
Thu âm của năm
- "About Damn Time" – Lizzo
  - Ricky Reed & Blake Slatkin, nhà sản xuất; Patrick Kehrier, Bill Malina & Manny Marroquin, kỹ thuật viên/hòa âm; Emerson Mancini, kỹ thuật viên hậu kỳ
- "Don't Shut Me Down" – ABBA
  - Benny Andersson, nhà sản xuất; Benny Andersson & Bernard Löhr, kỹ thuật viên/hòa âm; Björn Engelmann, kỹ thuật viên hậu kỳ
- "Easy on Me" – Adele
  - Greg Kurstin, nhà sản xuất; Julian Burg, Tom Elmhirst & Greg Kurstin, kỹ thuật viên/hòa âm; Randy Merrill, kỹ thuật viên hậu kỳ
- "Break My Soul" – Beyoncé
  - Beyoncé, Terius "The-Dream" Gesteelde-Diamant, Jens Christian Isaksen & Christopher "Tricky" Stewart, nhà sản xuất; Brandon Harding, Chris McLaughlin & Stuart White, kỹ thuật viên/hòa âm; Colin Leonard, kỹ thuật viên hậu kỳ
- "Good Morning Gorgeous" – Mary J. Blige
  - D'Mile & H.E.R., nhà sản xuất; Bryce Bordone, Şerban Ghenea & Pat Kelly, kỹ thuật viên/hòa âm
- "You and Me on the Rock" – Brandi Carlile hợp tác với Lucius
  - Dave Cobb & Shooter Jennings, nhà sản xuất; Brandon Bell, Tom Elmhirst & Michael Harris, kỹ thuật viên/hòa âm; Pete Lyman, kỹ thuật viên hậu kỳ
- "Woman" – Doja Cat
  - Crate Classics, Linden Jay, Aynzli Jones & Yeti Beats, nhà sản xuất; Jesse Ray Ernster & Rian Lewis, kỹ thuật viên/hòa âm; Mike Bozzi, kỹ thuật viên hậu kỳ
- "Bad Habit" – Steve Lacy
  - Steve Lacy, nhà sản xuất; Neal Pogue & Karl Wingate, kỹ thuật viên/hòa âm; Mike Bozzi, kỹ thuật viên hậu kỳ
- "The Heart Part 5" – Kendrick Lamar
  - Beach Noise, nhà sản xuất; Beach Noise, Rob Bisel, Ray Charles Brown Jr., James Hunt, Johnny Kosich, Matt Schaeffer & Johnathan Turner, kỹ thuật viên/hòa âm; Emerson Mancini, kỹ thuật viên hậu kỳ
- "As It Was" – Harry Styles
  - Tyler Johnson & Kid Harpoon, nhà sản xuất; Jeremy Hatcher & Spike Stent, kỹ thuật viên/hòa âm; Randy Merrill, kỹ thuật viên hậu kỳ

Album của năm
- Harry's House – Harry Styles
  - Tyler Johnson, Kid Harpoon & Sammy Witte, nhà sản xuất; Jeremy Hatcher, Oli Jacobs, Nick Lobel, Spike Stent & Sammy Witte, kỹ thuật viên/hòa âm; Amy Allen, Tobias Jesso, Jr., Tyler Johnson, Kid Harpoon, Mitch Rowland, Harry Styles & Sammy Witte, tác giả ca khúc; Randy Merrill, kỹ thuật viên hậu kỳ
- Voyage – ABBA
  - Benny Andersson, nhà sản xuất; Benny Andersson & Bernard Löhr, kỹ thuật viên/hòa âm; Benny Andersson & Björn Ulvaeus, tác giả ca khúc; Björn Engelmann, kỹ thuật viên hậu kỳ
- 30 – Adele
  - Shawn Everett, Ludwig Göransson, Inflo, Tobias Jesso, Jr., Greg Kurstin, Max Martin, Joey Pecoraro & Shellback, nhà sản xuất; Julian Burg, Steve Churchyard, Tom Elmhirst, Shawn Everett, Şerban Ghenea, Sam Holland, Michael Ilbert, Inflo, Greg Kurstin, Riley Mackin & Lasse Mårtén, kỹ thuật viên/hòa âm; Adele Adkins, Ludwig Göransson, Dean Josiah Cover, Tobias Jesso, Jr., Greg Kurstin, Max Martin & Shellback, tác giả ca khúc; Randy Merrill, kỹ thuật viên hậu kỳ
- Un verano sin ti – Bad Bunny
  - Rauw Alejandro, Buscabulla, Chencho Corleone, Jhay Cortez, Tony Dize, Bomba Estéreo & The Marías, nghệ sĩ góp mặt; Demy & Clipz, Elikai, HAZE, La Paciencia, Cheo Legendary, MAG, MagicEnElBeat, Mora, Jota Rosa, Subelo Neo & Tainy, nhà sản xuất; Josh Gudwin & Roberto Rosado, kỹ thuật viên/hòa âm; Raul Alejandro Ocasio Ruiz, Benito Antonio Martinez Ocasio, Raquel Berrios, Joshua Conway, Mick Coogan, Orlando Javier Valle Vega, Jesus Nieves Cortes, Luis Del Valle, Marcos Masis, Gabriel Mora, Elena Rose, Liliana Margarita Saumet & Maria Zardoya, tác giả ca khúc; Colin Leonard, kỹ thuật viên hậu kỳ
- Renaissance – Beyoncé
  - Beam, Grace Jones & Tems, featured artists; Jameil Aossey, Bah, Beam, Beyoncé, BloodPop, Boi-1da, Cadenza, Al Cres, Mike Dean, Honey Dijon, Kelman Duran, Harry Edwards, Terius "The-Dream" Gesteelde-Diamant, Ivor Guest, GuiltyBeatz, Hit-Boy, Jens Christian Isaksen, Leven Kali, Lil Ju, MeLo-X, No I.D., Nova Wav, Chris Penny, P2J, Rissi, S1a0, Raphael Saadiq, Neenyo, Skrillex, Luke Solomon, Christopher "Tricky" Stewart, Jahaan Sweet, Syd, Sevn Thomas, Sol Was & Stuart White, nhà sản xuất; Chi Coney, Russell Graham, Guiltybeatz, Brandon Harding, Hotae Alexander Jang, Chris McLaughlin, Delroy "Phatta" Pottinger, Andrea Roberts, Steve Rusch, Jabbar Stevens & Stuart White, kỹ thuật viên/hòa âm; Denisia "@Blu June" Andrews, Danielle Balbuena, Tyshane Thompson, Kevin Marquis Bellmon, Sydney Bennett, Beyoncé, Jerel Black, Michael Tucker, Atia Boggs p/k/a Ink, Dustin Bowie, David Debrandon Brown, S. Carter, Nija Charles, Sabrina Claudio, Solomon Fagenson Cole, Brittany "@Chi_Coney" Coney, Alexander Guy Cook, Levar Coppin, Almando Cresso, Mike Dean, Saliou Diagne, Darius Scott, Jocelyn Donald, Jordan Douglas, Aubrey Drake Graham, Kelman Duran, Terius "The-Dream" Gesteelde-Diamant, Dave Giles II, Derrick Carrington Gray, Nick Green, Larry Griffin Jr, Ronald Banful, Dave Hamelin, Aviel Calev Hirschfield, Chauncey Hollis, Jr., Ariowa Irosogie, Leven Kali, Ricky Lawson, Tizita Makuria, Julian Martrel Mason, Daniel Memmi, Cherdericka Nichols, Ernest "No I.D." Wilson, Temilade Openiyi, Patrick Paige II From The Internet, Jimi Stephen Payton, Christopher Lawrence Penny, Michael Pollack, Richard Isong, Honey Redmond, Derek Renfroe, Andrew Richardson, Morten Ristorp, Nile Rodgers, Oliver Rodigan, Freddie Ross, Raphael Saadiq, Matthew Samuels, Sean Seaton, Skrillex, Corece Smith, Luke Francis Matthew Solomon, Jabbar Stevens, Christopher A. Stewart, Jahaan Sweet, Rupert Thomas, Jr. & Jesse Wilson, tác giả ca khúc; Colin Leonard, kỹ thuật viên hậu kỳ
- Good Morning Gorgeous – Mary J. Blige
  - DJ Khaled, Dave East, Fabolous, Fivio Foreign, Griselda, H.E.R., Jadakiss, Moneybagg Yo, Ne-Yo, Anderson .Paak., Remy Ma & Usher, nghệ sĩ góp mặt; Alissia, Tarik Azzouz, Bengineer, Blacka Din Me, Rogét Chahayed, Cool & Dre, Ben Billions, DJ Cassidy, DJ Khaled, D'Mile, Wonda, Bongo Bytheway, H.E.R., Hostile Beats, Eric Hudson, London on da Track, Leon Michels, Nova Wav, Anderson.Paak, Sl!Mwav, Streetrunner, Swizz Beatz & J. White Did It, nhà sản xuất; Derek Ali, Ben Chang, Luis Bordeaux, Bryce Bordone, Lauren D'Elia, Chris Galland, Şerban Ghenea, Akeel Henry, Jaycen Joshua, Pat Kelly, Jhair Lazo, Shamele Mackie, Manny Marroquin, Dave Medrano, Ari Morris, Parks, Juan Peña, Ben Sedano, Kev Spencer, Julio Ulloa & Jodie Grayson Williams, kỹ thuật viên/hòa âm; Alissia Beneviste, Denisia "Blu June" Andrews, Archer, Bianca Atterberry, Tarik Azzouz, Mary J. Blige, David Brewster, David Brown, Shawn Butler, Rogét Chahayed, Ant Clemons, Brittany "Chi" Coney, Kasseem Dean, Benjamin Diehl, DJ Cassidy, Jocelyn Donald, Jerry Duplessis, Uforo Ebong, Dernst Emile II, John Jackson, Adriana Flores, Gabriella Wilson, Shawn Hibbler, Charles A. Hinshaw, Jamie Hurton, Eric Hudson, Jason Phillips, Khaled Khaled, London Holmes, Andre "Dre" Christopher Lyon, Reminisce Mackie, Leon Michels, Jerome Monroe, Jr., Kim Owens, Brandon Anderson, Jeremie "Benny The Butcher" Pennick, Bryan Ponce, Demond "Conway The Machine" Price, Peter Skellern, Shaffer Smith, Nicholas Warwar, Deforrest Taylor, Tiara Thomas, Marcello "Cool" Valenzano, Alvin "Westside Gunn" Worthy, Anthony Jermaine White & Leon Youngblood, tác giả ca khúc
- In These Silent Days – Brandi Carlile
  - Lucius, nghệ sĩ góp mặt; Dave Cobb & Shooter Jennings, nhà sản xuất; Brandon Bell, Dave Cobb, Tom Elmhirst, Michael Harris & Shooter Jennings, kỹ thuật viên/hòa âm; Brandi Carlile, Dave Cobb, Phil Hanseroth & Tim Hanseroth, tác giả ca khúc; Pete Lyman, kỹ thuật viên hậu kỳ
- Music of the Spheres – Coldplay
  - BTS, Jacob Collier, Selena Gomez & We Are KING, nghệ sĩ góp mặt; Jacob Collier, Daniel Green, Oscar Holter, Jon Hopkins, Max Martin, Metro Boomin, Kang Hyo-Won, Bill Rahko, Bart Schoudel, Rik Simpson, Paris Strother & We Are KING, nhà sản xuất; Guy Berryman, Jonny Buckland, Will Champion, Jacob Collier, The Dream Team, Duncan Fuller, Şerban Ghenea, Daniel Green, John Hanes, Jon Hopkins, Michael Ilbert, Max Martin, Bill Rahko, Bart Schoudel, Rik Simpson & Paris Strother, kỹ thuật viên/hòa âm; Guy Berryman, Jonny Buckland, Denise Carite, Will Champion, Jacob Collier, Derek Dixie, Sam Falson, Stephen Fry, Daniel Green, Oscar Holter, Jon Hopkins, Jung Ho-Seok, Chris Martin, Max Martin, John Metcalfe, Leland Tyler Wayne, Bill Rahko, Kim Nam-Joon, Jesse Rogg, Davide Rossi, Rik Simpson, Amber Strother, Paris Strother, Min Yoon-Gi, Federico Vindver & Olivia Waithe, tác giả ca khúc; Randy Merrill, kỹ thuật viên hậu kỳ
- Mr. Morale & the Big Steppers – Kendrick Lamar
  - Baby Keem, Blxst, Sam Dew, Ghostface Killah, Beth Gibbons, Kodak Black, Tanna Leone, Taylour Paige, Amanda Reifer, Sampha & Summer Walker, nghệ sĩ góp mặt; The Alchemist, Baby Keem, Craig Balmoris, Beach Noise, Bekon, Boi-1da, Cardo, Dahi, DJ Khalil, The Donuts, FnZ, Frano, Sergiu Gherman, Emile Haynie, J.LBS, Mario Luciano, Tyler Mehlenbacher, OKLAMA, Rascal, Sounwave, Jahaan Sweet, Tae Beast, Duval Timothy & Pharrell Williams, nhà sản xuất; Derek Ali, Matt Anthony, Beach Noise, Rob Bisel, David Bishop, Troy Bourgeois, Andrew Boyd, Ray Charles Brown Jr., Derek Garcia, Chad Gordon, James Hunt, Johnny Kosich, Manny Marroquin, Erwing Olivares, Raymond J Scavo III, Matt Schaeffer, Cyrus Taghipour, Johnathan Turner & Joe Visciano, kỹ thuật viên/hòa âm; Khalil Abdul-Rahman, Hykeem Carter, Craig Balmoris, Beach Noise, Daniel Tannenbaum, Daniel Tannenbaum, Stephen Lee Bruner, Matthew Burdette, Isaac John De Boni, Sam Dew, Anthony Dixson, Victor Ekpo, Sergiu Gherman, Dennis Coles, Beth Gibbons, Frano Huett, Stuart Johnson, Bill K. Kapri, Jake Kosich, Johnny Kosich, Daniel Krieger, Kendrick Lamar, Ronald LaTour, Mario Luciano, Daniel Alan Maman, Timothy Maxey, Tyler Mehlenbacher, Michael John Mulé, D. Natche, OKLAMA, Jason Pounds, Rascal, Amanda Reifer, Matthew Samuels, Avante Santana, Matt Schaeffer, Sampha Sisay, Mark Spears, Homer Steinweiss, Jahaan Akil Sweet, Donte Lamar Perkins, Duval Timothy, Summer Walker & Pharrell Williams, tác giả ca khúc; Emerson Mancini, kỹ thuật viên hậu kỳ
- Special – Lizzo
  - Benny Blanco, Quelle Chris, Daoud, Omer Fedi, ILYA, Kid Harpoon, Ian Kirkpatrick, Max Martin, Nate Mercereau, The Monsters & Strangerz, Phoelix, Ricky Reed, Mark Ronson, Blake Slatkin & Pop Wansel, nhà sản xuất; Benny Blanco, Bryce Bordone, Jeff Chestek, Jacob Ferguson, Şerban Ghenea, Jeremy Hatcher, Andrew Hey, Sam Holland, ILYA, Stefan Johnson, Jens Jungkurth, Patrick Kehrier, Ian Kirkpatrick, Damien Lewis, Bill Malina, Manny Marroquin & Ricky Reed, kỹ thuật viên/hòa âm; Amy Allen, Daoud Anthony, Jonathan Bellion, Benjamin Levin, Thomas Brenneck, Christian Devivo, Omer Fedi, Eric Frederic, Ilya Salmanzadeh, Melissa Jefferson, Jordan K Johnson, Stefan Johnson, Kid Harpoon, Ian Kirkpatrick, Savan Kotecha, Max Martin, Nate Mercereau, Leon Michels, Nick Movshon, Michael Neil, Michael Pollack, Mark Ronson, Blake Slatkin, Peter Svensson, Gavin Chris Tennille, Theron Makiel Thomas, Andrew Wansel & Emily Warren, tác giả ca khúc; Emerson Mancini, kỹ thuật viên hậu kỳ

Bài hát của năm
- "Just Like That"
  - Bonnie Raitt, tác giả ca khúc (Raitt)
- "ABCDEFU"
  - Sara Davis, Gayle và Dave Pittenger, tác giả ca khúc (Gayle)
- "About Damn Time"
  - Lizzo, Eric Frederic, Blake Slatkin và Theron Makiel Thomas, tác giả ca khúc (Lizzo)
- "All Too Well (10 Minute Version) (The Short Film)"
  - Liz Rose và Taylor Swift, tác giả ca khúc (Swift)
- "As It Was"
  - Tyler Johnson, Kid Harpoon và Harry Styles, tác giả ca khúc (Styles)
- "Bad Habit"
  - Matthew Castellanos, Brittany Fousheé, Diana Gordon, John Carroll Kirby & Steve Lacy, tác giả ca khúc (Lacy)
- "Break My Soul"
  - Beyoncé, S. Carter, Terius "The-Dream" Gesteelde-Diamant và Christopher A. Stewart, tác giả ca khúc (Beyoncé)
- "Easy on Me"
  - Adele Adkins và Greg Kurstin, tác giả ca khúc (Adele)
- "God Did"
  - Tarik Azzouz, E. Blackmon, Khaled Khaled, F. LeBlanc, Shawn Carter, John Stephens, Dwayne Carter, William Roberts và Nicholas Warwar, tác giả ca khúc (DJ Khaled hợp tác với Rick Ross, Lil Wayne, Jay-Z, John Legend và Fridayy)
- "The Heart Part 5"
  - Jake Kosich, Johnny Kosich, Kendrick Lamar và Matt Schaeffer, tác giả ca khúc (Lamar)

Nghệ sĩ mới xuất sắc nhất
- Samara Joy
- Anitta
- Omar Apollo
- Domi and JD Beck
- Latto
- Måneskin
- Muni Long
- Tobe Nwigwe
- Molly Tuttle
- Wet Leg

### Pop
Trình diễn đơn ca pop xuất sắc nhất
- "Easy on Me" – Adele
- "Moscow Mule" – Bad Bunny
- "Woman" – Doja Cat
- "Bad Habit" – Steve Lacy
- "About Damn Time" – Lizzo
- "As It Was" – Harry Styles

Trình diễn song tấu/nhóm nhạc pop xuất sắc nhất
- "Unholy" – Sam Smith và Kim Petras
- "Don't Shut Me Down" – ABBA
- "Bam Bam" – Camila Cabello hợp tác với Ed Sheeran
- "My Universe" – Coldplay và BTS
- "I Like You (A Happier Song)" – Post Malone và Doja Cat

Album giọng pop truyền thống xuất sắc nhất
- Higher – Michael Bublé
- When Christmas Comes Around... – Kelly Clarkson
- I Dream of Christmas – Norah Jones
- Evergreen – Pentatonix
- Thank You – Diana Ross

Album giọng pop hay nhất
- Harry's House – Harry Styles
- Voyage – ABBA
- 30 – Adele
- Music of the Spheres – Coldplay
- Special – Lizzo

### Nhạc dance/điện tử
Thu âm dance/điện tử hay nhất
- "Break My Soul" – Beyoncé
  - Beyoncé, Terius "The-Dream" Gesteelde-Diamant, Jens Christian Isaksen & Christopher "Tricky" Stewart, nhà sản xuất; Stuart White, hòa âm
- "Rosewood" – Bonobo
  - Simon Green, nhà sản xuất; Simon Green, hòa âm
- "Don't Forget My Love" – Diplo và Miguel
  - Diplo & Maximilian Jaeger, nhà sản xuất; Luca Pretolesi, hòa âm
- "I'm Good (Blue)" – David Guetta and Bebe Rexha
  - David Guetta & Timofey Reznikov, nhà sản xuất; David Guetta & Timofey Reznikov, hòa âm
- "Intimidated" – Kaytranada hợp tác với H.E.R.
  - H.E.R. & Kaytranada, nhà sản xuất; Kaytranada, hòa âm
- "On My Knees" – Rüfüs Du Sol
  - Jason Evigan & Rüfüs Du Sol, nhà sản xuất; Cassian Stewart-Kasimba, hòa âm

Album nhạc dance/điện tử xuất sắc nhất
- Renaissance – Beyoncé
- Fragments – Bonobo
- Diplo – Diplo
- The Last Goodbye – Odesza
- Surrender – Rüfüs Du Sol

### Rock
Trình diễn rock xuất sắc nhất
- "Broken Horses" – Brandi Carlile
- "So Happy It Hurts" – Bryan Adams
- "Old Man" – Beck
- "Wild Child" – The Black Keys
- "Crawl!" – Idles
- "Patient Number 9" – Ozzy Osbourne hợp tác với Jeff Beck
- "Holiday"– Turnstile

Trình diễn metal xuất sắc nhất
- "Degradation Rules" – Ozzy Osbourne hợp tác với Tony Iommi
- "Call Me Little Sunshine" – Ghost
- "We'll Be Back" – Megadeth
- "Kill or Be Killed" – Muse
- "Blackout" – Turnstile

Bài hát rock hay nhất
- "Broken Horses"
  - Brandi Carlile, Phil Hanseroth & Tim Hanseroth, tác giả ca khúc (Brandi Carlile)
- "Black Summer"
  - Flea, John Frusciante, Anthony Kiedis & Chad Smith, tác giả ca khúc (Red Hot Chili Peppers)
- "Blackout"
  - Brady Ebert, Daniel Fang, Franz Lyons, Pat McCrory & Brendan Yates, tác giả ca khúc (Turnstile)
- "Harmonia's Dream"
  - Robbie Bennett & Adam Granduciel, tác giả ca khúc (The War On Drugs)
- "Patient Number 9"
  - John Osbourne, Chad Smith, Ali Tamposi, Robert Trujillo & Andrew Wotman, tác giả ca khúc (Ozzy Osbourne hợp tác với Jeff Beck)

Album rock xuất sắc nhất
- Patient Number 9 – Ozzy Osbourne
- Dropout Boogie – The Black Keys
- The Boy Named If – Elvis Costello & The Imposters
- Crawler – Idles
- Mainstream Sellout – Machine Gun Kelly
- Lucifer on the Sofa – Spoon

### Alternative
Trình diễn nhạc alternative xuất sắc nhất
- "Chaise Longue" – Wet Leg
- "There'd Better Be a Mirrorball" – Arctic Monkeys
- "Certainty" – Big Thief
- "King" – Florence and the Machine
- "Spitting Off the Edge of the World" – Yeah Yeah Yeahs hợp tác với Perfume Genius

Album nhạc alternative xuất sắc nhất
- Wet Leg – Wet Leg
- We – Arcade Fire
- Dragon New Warm Mountain I Believe in You – Big Thief
- Fossora – Björk
- Cool It Down – Yeah Yeah Yeahs

### R&B
Trình diễn r&b xuất sắc nhất
- "Hrs & Hrs" – Muni Long
- "Virgo's Groove" – Beyoncé
- "Here With Me" – Mary J. Blige hợp tác với Anderson .Paak
- "Over" – Lucky Daye
- "Hurt Me So Good" – Jazmine Sullivan

Trình diễn r&b truyền thống xuất sắc nhất
- "Plastic Off the Sofa" – Beyoncé
- "Do 4 Love" – Snoh Aalegra
- "Good Morning Gorgeous" – Mary J. Blige
- "Keeps on Fallin'" – Babyface hợp tác với Ella Mai
- "'Round Midnight" – Adam Blackstone hợp tác với Jazmine Sullivan

Bài hát r&b hay nhất
- "Cuff It"
  - Denisia "Blu June" Andrews, Beyoncé, Mary Christine Brockert, Brittany "Chi" Coney, Terius "The-Dream" Gesteelde-Diamant, Morten Ristorp, Nile Rodgers và Raphael Saadiq, tác giả ca khúc (Beyoncé)
- "Good Morning Gorgeous"
  - Mary J. Blige, David Brown, Dernst Emile II, Gabriella Wilson and Tiara Thomas, tác giả ca khúc (Mary J. Blige)
- "Hrs & Hrs"
  - Hamadi Aaabi, Dylan Graham, Priscilla Renea, Thaddis "Kuk" Harrell, Brandon John-Baptiste, Isaac Wriston and Justin Nathaniel Zim, tác giả ca khúc (Muni Long)
- "Hurt Me So Good"
  - Akeel Henry, Michael Holmes, Luca Mauti, Jazmine Sullivan and Elliott Trent, tác giả ca khúc (Jazmine Sullivan)
- "Please Don't Walk Away"
  - PJ Morton, tác giả ca khúc (PJ Morton)

Album r&b xuất sắc nhất
- Black Radio III – Robert Glasper
- Good Morning Gorgeous (Deluxe) – Mary J. Blige
- Breezy (Deluxe) – Chris Brown
- Candydrip – Lucky Daye
- Watch the Sun – PJ Morton

### Rap
Trình diễn rap xuất sắc nhất
- "The Heart Part 5" – Kendrick Lamar
- "God Did" – DJ Khaled hợp tác với Rick Ross, Lil Wayne, Jay-Z, John Legend và Fridayy
- "Vegas" – Doja Cat
- "Pushin P" – Gunna & Future hợp tác với Young Thug
- "F.N.F. (Let's Go)" – Hitkidd và GloRilla

Trình diễn hát rap xuất sắc nhất
- "Wait for U" – Future hợp tác với Drake & Tems
- "Beautiful" – DJ Khaled hợp tác với Future & SZA
- "First Class" – Jack Harlow
- "Die Hard" – Kendrick Lamar hợp tác với Blxst & Amanda Reifer
- "Big Energy (Live)" – Latto

Bài hát rap hay nhất
- "The Heart Part 5"
  - Jake Kosich, Johnny Kosich, Kendrick Lamar và Matt Schaeffer, tác giả ca khúc (Kendrick Lamar)
- "Churchill Downs"
  - Ace G, BEDRM, Matthew Samuels, Tahrence Brown, Rogét Chahayed, Aubrey Graham, Jack Harlow và Jose Velazquez, tác giả ca khúc (Jack Harlow hợp tác với Drake)
- "God Did"
  - Tarik Azzouz, E. Blackmon, Khaled Khaled, F. LeBlanc, Shawn Carter, John Stephens, Dwayne Carter, William Roberts và Nicholas Warwar, tác giả ca khúc (DJ Khaled hợp tác với Rick Ross, Lil Wayne, Jay-Z, John Legend và Fridayy)
- "Pushin P"
  - Lucas Depante, Nayvadius Wilburn, Sergio Kitchens, Wesley Tyler Glass và Jeffery Lamar Williams, tác giả ca khúc (Gunna và Future hợp tác với Young Thug)
- "Wait for U"
  - Tejiri Akpoghene, Floyd E. Bentley III, Jacob Canady, Isaac De Boni, Aubrey Graham, Israel Ayomide Fowobaje, Nayvadius Wilburn, Michael Mule, Oluwatoroti Oke và Temilade Openiyi, tác giả ca khúc (Future hợp tác với Drake và Tems)

Album rap xuất sắc nhất
- Mr. Morale & the Big Steppers – Kendrick Lamar
- God Did – DJ Khaled
- I Never Liked You – Future
- Come Home the Kids Miss You – Jack Harlow
- It's Almost Dry – Pusha T

### Đồng quê
Trình diễn đơn ca đồng quê xuất sắc nhất
- "Live Forever" – Willie Nelson
- "Heartfirst" – Kelsea Ballerini
- "Something in the Orange" – Zach Bryan
- "In His Arms" – Miranda Lambert
- "Circles Around This Town" – Maren Morris

Trình diễn song tấu/nhóm nhạc đồng quê xuất sắc nhất
- "Never Wanted to Be That Girl"– Carly Pearce & Ashley McBryde
- "Wishful Drinking" – Ingrid Andress & Sam Hunt
- "Midnight Rider's Prayer" – Brothers Osborne
- "Outrunnin' Your Memory" – Luke Combs & Miranda Lambert
- "Does He Love You (Revisited)" – Reba McEntire & Dolly Parton
- "Going Where The Lonely Go" – Robert Plant & Alison Krauss

Bài hát đồng quê hay nhất
- "'Til You Can't"
  - Matt Rogers & Ben Stennis, tác giả ca khúc (Cody Johnson)
- "Circles Around This Town"
  - Ryan Hurd, Julia Michaels, Maren Morris & Jimmy Robbins, tác giả ca khúc (Maren Morris)
- "Doin' This"
  - Luke Combs, Drew Parker & Robert Williford, tác giả ca khúc (Luke Combs)
- "I Bet You Think About Me (Taylor's Version) (From The Vault)"
  - Lori McKenna & Taylor Swift, tác giả ca khúc (Taylor Swift hợp tác với Chris Stapleton)
- "If I Was a Cowboy"
  - Jesse Frasure & Miranda Lambert, tác giả ca khúc (Miranda Lambert)
- "I'll Love You Till The Day I Die"
  - Rodney Crowell & Chris Stapleton, tác giả ca khúc (Willie Nelson)

Album nhạc đồng quê xuất sắc nhất
- A Beautiful Time – Willie Nelson
- Growin' Up – Luke Combs
- Palomino – Miranda Lambert
- Ashley McBryde Presents: Lindeville – Ashley McBryde
- Humble Quest – Maren Morris

### Jazz
Độc tấu nhạc ứng tác jazz xuất sắc nhất
- "Endangered Species" – Wayne Shorter & Leo Genovese
- "Rounds (Live)" – Ambrose Akinmusire
- "Keep Holding On" – Gerald Albright
- "Falling" – Melissa Aldana
- "Call of the Drum" – Marcus Baylor
- "Cherokee/Koko" – John Beasley

Album giọng jazz xuất sắc nhất
- Linger Awhile – Samara Joy
- The Evening: Live at Apparatus – The Baylor Project
- Fade to Black – Carmen Lundy
- Fifty – The Manhattan Transfer với The WDR Funkhausorchester
- Ghost Song – Cécile McLorin Salvant

Album phối khí jazz xuất sắc nhất
- New Standards Vol. 1 – Terri Lyne Carrington, Kris Davis, Linda May Han Oh, Nicholas Payton & Matthew Stevens
- Live in Italy – Peter Erskine Trio
- LongGone – Joshua Redman, Brad Mehldau, Christian McBride, and Brian Blade
- Live at the Detroit Jazz Festival – Wayne Shorter, Terri Lyne Carrington, Leo Genovese & Esperanza Spalding
- Parallel Motion – Yellowjackets

Album dàn nhạc jazz lớn xuất sắc nhất
- Generation Gap Jazz Orchestra – Steven Feifke, Bijon Watson, Generation Gap Jazz Orchestra
- Bird Lives – John Beasley, Magnus Lindgren & SWR Big Band
- Remembering Bob Freedman – Ron Carter & The Jazzaar Festival Big Band directed by Christian Jacob
- Center Stage – Steve Gadd, Eddie Gómez, Ronnie Cuber & WDR Big Band conducted by Michael Abene
- Architecture of Storms – Remy Le Boeuf's Assembly of Shadows

Album latin jazz xuất sắc nhất
- Fandango at the Wall in New York – Arturo O'Farrill & The Afro Latin Jazz Orchestra hợp tác với The Congra Patria Son Jarocho Collective
- Crisálida – Danilo Pérez featuring The Global Messengers
- If You Will – Flora Purim
- Rhythm & Soul – Arturo Sandoval
- Música de las Américas – Miguel Zenón

### Latin
Album latin pop xuất sắc nhất
- Pasieros – Rubén Blades và Boca Livre
- Aguilera – Christina Aguilera
- De adentro pa afuera – Camilo
- Viajante – Fonseca
- Dharma + – Sebastián Yatra

Album nhạc urbana xuất sắc nhất
- Un verano sin ti – Bad Bunny
- Trap Cake, Vol. 2 – Rauw Alejandro
- Legendaddy – Daddy Yankee
- La 167 – Farruko
- The Love & Sex Tape – Maluma

Album latin rock hoặc alternative xuất sắc nhất
- Motomami – Rosalía
- El alimento – Cimafunk
- Tinta y tiempo – Jorge Drexler
- 1940 Carmen – Mon Laferte
- Alegoría – Gaby Moreno
- Los años salvajes – Fito Páez

Album tropical latin xuất sắc nhất
- Pa'llá voy – Marc Anthony
- Quiero verte feliz – La Santa Cecilia
- Lado A lado B – Víctor Manuelle
- Legendario – Tito Nieves
- Imágenes latinas – Spanish Harlem Orchestra
- Cumbiana II – Carlos Vives

### Video âm nhạc/Phim
Video âm nhạc xuất sắc nhất
- All Too Well: The Short Film – Taylor Swift
  - Taylor Swift, đạo diễn video; Saul Germaine, nhà sản xuất video
- "Easy on Me" – Adele
  - Xavier Dolan, video director; Xavier Dolan & Nancy Grant, video producers
- "Yet to Come" – BTS
  - Yong Seok Choi, video director; Tiffany Suh, video producer
- "Woman" – Doja Cat
  - Child., video director; Missy Galanida, Sam Houston, Michelle Larkin & Isaac Rice, video producers
- "The Heart Part 5" – Kendrick Lamar
  - Dave Free & Kendrick Lamar, video directors; Jason Baum & Jamie Rabineau, video producers
- "As It Was" – Harry Styles
  - Tanu Muino, video director; Frank Borin, Ivanna Borin, Fred Bonham Carter & Alexa Haywood, video producers

Phim âm nhạc xuất sắc nhất
- Jazz Fest: A New Orleans Story – Nhiều nghệ sĩ
  - Frank Marshall & Ryan Suffern, video directors; Frank Marshall, Sean Stuart & Ryan Suffern, video producers
- Adele One Night Only – Adele
  - Paul Dugdale, video director
- Our World – Justin Bieber
  - Michael D. Ratner, video director; Kfir Goldberg, Andy Mininger & Scott Ratner, video producers
- Billie Eilish Live at the O2 – Billie Eilish
  - Sam Wrench, video director; Michelle An, Tom Colbourne, Chelsea Dodson & Billie Eilish, video producers
- Motomami (Rosalía TikTok Live Performance) – Rosalía
  - Ferrán Echegaray, Rosalía Vila Tobella & Stillz, video directors
- A Band A Brotherhood A Barn – Neil Young & Crazy Horse
  - Dhlovelife, video director; Gary Ward, video producer

### Giải thưởng Thành tựu trọn đời
- The Supremes
- Nirvana
- Ma Rainey
- Nile Rodgers
- Ann Wilson và Nancy Wilson
- Bobby McFerrin
- Slick Rick

## Nhiều đề cử và giải thưởng
Dưới đây là những nghệ sĩ nhận nhiều đề cử:
| 9: - Beyoncé | 8: - Kendrick Lamar | 7: - Adele - Brandi Carlile |

| 6: - Mary J. Blige - Future - DJ Khaled - Randy Merrill - Harry Styles - The-Dream | 5: - Doja Cat - Lucky Daye - Şerban Ghenea - Jay-Z - Lizzo - Maverick City Music - Yannick Nézet-Séguin | 4: - ABBA - Beach Noise (Jake Kosich, Johnny Kosich, Matt Schaeffer) - Boi-1da - D'Mile - Drake - Tom Elmhirst - H.E.R. - Kid Harpoon - Jeremy Hatcher - Steve Lacy - Miranda Lambert - Emerson Mancini - Manny Marroquin - Ozzy Osbourne - Bonnie Raitt - Christopher "Tricky" Stewart - Taylor Swift |

Ba:
- Amy Allen
- John Beasley
- Bryce Bordone
- Bad Bunny
- BTS
- Coldplay
- Luke Combs
- DOE
- Kirk Franklin
- David Frost
- Phil Hanseroth
- Tim Hanseroth
- Jack Harlow
- Jens Christian Isaksen
- Tobias Jesso Jr.
- Tyler Johnson
- Greg Kurstin
- John Legend
- Colin Leonard
- Lil Wayne
- Morten Lindberg
- Muni Long
- Lucius
- Max Martin
- Maren Morris
- PJ Morton
- Willie Nelson
- Nova Wav (Brittany "Chi" Coney, Denisia "Blu June" Andrews)
- Aoife O'Donovan
- Robert Plant
- Rick Ross
- Blake Slatkin
- Jazmine Sullivan
- Tems
- Turnstile
- Wet Leg
- Stuart White

Hai:
- Rauw Alejandro
- Brandon Bell
- Big Thief
- Rob Bisel
- The Black Keys
- BloodPop
- Blxst
- Bonobo
- Mike Bozzi
- Ray Charles Brown Jr.
- Julian Burg
- Burna Boy
- Nija Charles
- Dave Cobb
- Jacob Collier
- Madison Cunningham
- Dahi
- Diplo
- Domi & JD Beck
- Billie Eilish
- Björn Engelmann
- Lady Gaga
- Gunna
- Brandon Harding
- Michael Harris
- Sam Holland
- James Hunt
- Idles
- Michael Ilbert
- Shooter Jennings
- Samara Joy
- Patrick Kehrier
- Pat Kelly
- Angelique Kidjo
- Alison Krauss
- Latto
- Bernard Löhr
- Pete Lyman
- Bill Malina
- Ashley McBryde
- Chris McLaughlin
- Lin-Manuel Miranda
- Anderson .Paak
- Dolly Parton
- Ricky Reed
- Amanda Reifer
- Morten Ristorp
- Nile Rodgers
- Rosalía
- Rüfüs Du Sol
- Raphael Saadiq
- Anoushka Shankar
- Chad Smith
- Spike Stent
- Chris Tomlin
- Tye Tribbett
- Johnathan Turner
- Molly Tuttle
- Phil Wickham
- Sammy Witte
- Yeah Yeah Yeahs
- Young Thug
- Hans Zimmer

Dưới đây là những nghệ sĩ giành nhiều giải:
| 4: - Beyoncé - Maverick City Music | 3: - Brandi Carlile - Kirk Franklin - Kendrick Lamar - Bonnie Raitt | 2: - Jeremy Hatcher - Tobias Jesso Jr. - Samara Joy - Randy Merrill - Willie Nelson - Yannick Nézet-Séguin - Ozzy Osbourne - Harry Styles - The-Dream - Wet Leg |